# Europaparlamentsvalet i Ungern 2009
Europaparlamentsvalet i Ungern 2009 ägde rum söndagen den 7 juni 2009. Drygt åtta miljoner personer var röstberättigade i valet om de 22 mandat som Ungern hade tilldelats innan valet. I valet tillämpade landet ett valsystem med partilistor, d’Hondts metod och en spärr på 5 procent för småpartier. Ungern var inte uppdelat i några valkretsar, utan fungerade som en enda valkrets i valet.
I valet gick förra valets vinnare, Fidesz - Ungerska medborgarunionen, kraftigt framåt. Fidesz fick nästan nio procentenheter fler röster än i valet 2004, vilket innebar två nya mandat. Det innebar också att partiet fick mer än 50 procent av rösterna. Ungern blev således, vid sidan av Malta, den enda medlemsstaten där ett enskilt parti lyckades erhålla egen majoritet i valet 2009. Samtidigt backade Ungerns socialistiska parti mycket kraftigt, och förlorade nästan hälften av sin väljarandel samt fem av sina nio mandat. Förutom Fidesz, gick även det ultranationalistiska partiet Rörelsen för ett bättre Ungern (Jobbik) fram kraftigt. Partiet ställde inte upp i Europaparlamentsvalet 2004, men gjorde ändå ett bra val och blev nästan lika stora som socialisterna. Partiet erhöll tre mandat. Ungerskt demokratiskt forum behöll sitt mandat och uppnådde ett ungefär lika bra valresultat som i valet 2004. Däremot tappade Fria demokraternas allians två tredjedelar av sin väljarandel och sina två mandat, vilket ledde till att partiledaren avgick efter valet.
Valdeltagandet hamnade på 36,31 procent, en minskning med drygt två procentenheter jämfört med valet 2004. Detta kan jämföras med valdeltagandet i Ungerns parlamentsval 2010, som uppgick till över 60 procent. Deltagandet låg även under genomsnittet för Europaparlamentsvalet 2009 i sin helhet.

## Valresultat
|                                                                                               |          |  |           |        |
|                                                                                               | Andel    |  | Antal     | Mandat |
| Fidesz - Ungerska medborgarunionen                                                            | 56,36 %  |  | 1 632 309 | 14     |
| Fidesz - Ungerska medborgarunionen                                                            | +8,96 %  |  | +174 559  | +2     |
| Ungerns socialistiska parti                                                                   | 17,37 %  |  | 503 140   | 4      |
| Ungerns socialistiska parti                                                                   | –16,93 % |  | –551 781  | –5     |
| Rörelsen för ett bättre Ungern                                                                | 14,77 %  |  | 427 773   | 3      |
| Rörelsen för ett bättre Ungern                                                                | +14,77 % |  | +427 773  | +3     |
| Ungerskt demokratiskt forum                                                                   | 5,31 %   |  | 153 660   | 1      |
| Ungerskt demokratiskt forum                                                                   | –0,02 %  |  | –10 365   | ±0     |
| Fria demokraternas allians                                                                    | 2,16 %   |  | 62 527    | 0      |
| Fria demokraternas allians                                                                    | –5,57 %  |  | –175 381  | –2     |
| Övriga partier och kandidater                                                                 | 4,03 %   |  | 116 770   | 0      |
| Övriga partier och kandidater                                                                 | –1,20 %  |  | –44 076   | ±0     |
| Ogiltiga och blanka röster                                                                    | 0,88 %   |  | 25 600    | 0      |
| Ogiltiga och blanka röster                                                                    | +0,16 %  |  | +3 393    | ±0     |
| Valdeltagande                                                                                 | 36,31 %  |  | 2 921 779 | 22     |
| Valdeltagande                                                                                 | –2,19 %  |  | –175 878  | –2     |
| Antal röstberättigade 8 046 086 14 EPP 04 S&D 00 ALDE 00 G/EFA 01 ECR 00 GUE/NGL 00 EFD 03 NI |          |  |           |        |